# برنارد فيرا
برنارد فيرا (بالفرنسية: Bernard Vera)‏ هو سياسي فرنسي، ولد في 5 مارس 1950 في فرنسا. حزبياً، نشط في الحزب الشيوعي الفرنسي. وقد انتخب عضو مجلس الشيوخ الفرنسي وانتخب رئيس بلدية ‏.